# Marathon van Tokio 2012
De marathon van Tokio 2012 werd gelopen op zondag 26 februari 2012. Het was de zesde keer dat deze marathon was opengesteld voor zowel mannen als vrouwen. 
De Keniaan Michael Kipyego kwam als eerste over de streep in 2:07.37 en bleef hiermee de Japanner Arata Fujiwara slechts elf seconden voor. De voormalige wereldrecordhouder op deze afstand, de Ethiopiër Haile Gebrselassie, werd vierde in de wedstrijd. Hij liep bij het 36 kilometerpunt weg bij zijn landgenoot Hailu Mekonne, maar werd vier kilometer voor de finish ingehaald door Kipyego.
De Ethiopische Atsede Habtamu won bij de vrouwen in 2:25.28. Ze verbeterde hiermee het parcoursrecord.
In totaal finishten er 34656 lopers, waarvan 27336 mannen en 7320 vrouwen.

## Uitslagen

### Mannen
| rang   | naam                 | land | tijd    |
| ------ | -------------------- | ---- | ------- |
| Goud   | Michael Kipyego      | KEN  | 2:07.37 |
| Zilver | Arata Fujiwara       | JPN  | 2:07.48 |
| Brons  | Stephen Kiprotich    | UGA  | 2:07.50 |
| 4      | Haile Gebrselassie   | ETH  | 2:08.17 |
| 5      | Viktor Röthlin       | SUI  | 2:08.32 |
| 6      | Kazuhiro Maeda       | JPN  | 2:08.38 |
| 7      | Takayuki Matsumiya   | JPN  | 2:09.28 |
| 8      | Hailu Mekonnen       | ETH  | 2:09.59 |
| 9      | Takeshi Kumamoto     | JPN  | 2:10.13 |
| 10     | Atsushi Igawa        | JPN  | 2:11.26 |
| 11     | Bunta Kuroki         | JPN  | 2:12.10 |
| 12     | Tomoya Adachi        | JPN  | 2:12.35 |
| 13     | Noritaka Fujiyama    | JPN  | 2:12.37 |
| 14     | Yuki Kawauchi        | JPN  | 2:12.51 |
| 15     | Yuki Nakamura        | JPN  | 2:12.52 |
| 16     | Takaaki Koda         | JPN  | 2:13.22 |
| 17     | Tomoya Shimizu       | JPN  | 2:13.35 |
| 18     | Makoto Fukui         | JPN  | 2:14.15 |
| 19     | Yuki Iwai            | JPN  | 2:14.30 |
| 20     | Aleksandr Sitkovskiy | UKR  | 2:14.33 |
| 21     | Seiji Kobayashi      | JPN  | 2:15.10 |
| 22     | Yasuhito Ikeda       | JPN  | 2:15.11 |
| 23     | Kiyokatsu Hasegawa   | JPN  | 2:15.17 |
| 24     | Akinori Shibutani    | JPN  | 2:15.27 |
| 25     | Shingo Igarashi      | JPN  | 2:15.52 |

### Vrouwen
| rang   | naam                       | land | tijd    |
| ------ | -------------------------- | ---- | ------- |
| Goud   | Atsede Habtamu             | ETH  | 2:25.28 |
| Zilver | Yeshi Esayias              | ETH  | 2:26.00 |
| Brons  | Helena Kirop               | KEN  | 2:26.02 |
| 4      | Eri Okubo                  | JPN  | 2:26.08 |
| 5      | Tatyana Aryasova           | RUS  | 2:26.46 |
| 6      | Lishan Dula                | BRN  | 2:28.22 |
| 7      | Eyerusalem Kuma            | ETH  | 2:28.36 |
| 8      | Yekatarina Stetsenko       | UKR  | 2:28.38 |
| 9      | Adriana-Cristina Aparecida | BRA  | 2:29.17 |
| 10     | Sumiko Suzuki              | JPN  | 2:29.25 |
| 11     | Emi Ikeda                  | JPN  | 2:32.16 |
| 12     | Kaori Oyama                | JPN  | 2:32.51 |
| 13     | Ayumi Sakaida              | JPN  | 2:36.04 |
| 14     | Rei Miura                  | JPN  | 2:36.57 |
| 15     | Yuko Machida               | JPN  | 2:40.26 |
| 16     | Ai Sunako                  | JPN  | 2:43.12 |
| 17     | Ikue Tabata                | JPN  | 2:43.23 |
| 18     | Risa Suzuki                | JPN  | 2:43.36 |
| 19     | Yumiko Hara                | JPN  | 2:44.52 |
| 20     | Yumi Hirata                | JPN  | 2:44.59 |
| 21     | Ryo Kawahara               | JPN  | 2:45.20 |
| 22     | Yuka Aikawa                | JPN  | 2:45.30 |
| 23     | Misato Tomoeda             | JPN  | 2:46.31 |
| 24     | Natsumi Mineshima          | JPN  | 2:47.42 |
| 25     | Yuki Tamura                | JPN  | 2:48.11 |

Tokyo International Marathon (alleen mannen)

1981 · 1982 · 1983 · 1984 · 1985 · 1986 · 1987 · 1988 · 1989 · 1990 · 1991 · 1992 · 1993 · 1994 · 1995 · 1996 · 1997 · 1998 · 1999 · 2000 · 2001 · 2002 · 2003 · 2004 · 2005 · 2006

Tokyo International Women's Marathon (alleen vrouwen)

1979 · 1980 · 1981 · 1982 · 1983 · 1984 · 1985 · 1986 · 1987 · 1988 · 1989 · 1990 · 1991 · 1992 · 1993 · 1994 · 1995 · 1996 · 1997 · 1998 · 1999 · 2000 · 2001 · 2002 · 2003 · 2004 · 2005 · 2006 · 2007 · 2008

Tokyo Marathon (beide)

2007 · 2008 · 2009 · 2010 · 2011 · 2012 · 2013 · 2014 · 2015 · 2016 · 2017 · 2018 · 2019 · 2020 · 2021 · 2022 · 2023 · 2024